# Cleocària
Cleocària (en grec antic: Κλεοχαρεία) va ser una nàiade (una nimfa de l'aigua) de Lacònia que es va convertir en la reina consort del rei Lèlex de Lelègia.
Va ser l'antecessora de la família reial espartana i va donar a llum a Eurotas. Eurotas va tenir una filla anomenada Esparta, que es va casar amb Lacedèmon, que va donar nom a Lacedemònia. La ciutat, capital del regne, s'anomenava Lacedemònia o Esparta.
En alguns relats, els dos fills de Lèlex eren Miles i Policàon, fills possiblement de Cleocària. Segons aquesta versió, Miles era el pare d'Eurotas.